# Enzo Scatragli
Enzo Scatragli (Castiglion Fiorentino, 15 febbraio 1949) è uno scultore, orafo, medaglista e incisore italiano.

## Biografia
Nasce a Castiglion Fiorentino, dove da bambino si diverte a plasmare figurine usando i mattoni in creta cruda che il padre, fornaciaio, porta a casa dopo il lavoro. A diciotto anni scolpisce a scalpello una Madonna alta un metro e novanta da un blocco di marmo donato da un prete e viene ricompensato con una striscia di marmo di Carrara da cui trae le sue prime opere, tra cui il Vecchio contadino. Dopo il diploma all'Istituto Professionale Orafi di Arezzo, lavora alla Unoaerre, allora considerata la più grande azienda orafa del mondo, fino al 1977.
Negli anni settanta partecipa ad una serie di esposizioni e nel 1979 realizza il grande Crocifisso per Papa Giovanni Paolo II, che destina il dono alla Chiesa di San Tommaso d'Aquino. La sua mostra del 1984 a Palazzo Barberini viene inaugurata dal Presidente della Repubblica Sandro Pertini. Nel 1992 espone trentotto opere al Complesso monumentale di San Michele a Ripa Grande, sede del Ministero per i Beni e le Attività Culturali, alla presenza dell'ex Presidente Amintore Fanfani, Francesco Sisinni, Ferruccio Ulivi, Mario Guidotti e Claudio Strinati. 
Ispirato dall'arte orafa aretina e da scultori italiani come Manzù ed Emilio Greco, Scatragli è un esponente del moderno "realismo" che unisce influssi istintivi etruschi a elementi figurativi futuristici e avanguardistici. Si è dedicato anche alla realizzazione di numerose opere pubbliche, quali la "Crisalide" nello Scalone d'Onore del Senato della Repubblica a Roma, il Monumento allo Sport di Arezzo e il Monumento a Gino Severini a Cortona.